# Иля (река)
Иля́ (бур. Элеэ) — река в Забайкальском крае России, левый приток Онона. Длина реки — 153 км. Площадь водосбора — 2960 км².
Берёт начало в сквозной долине между Даурским и Могойтуйским хребтами на высоте 1120 м. Ледяной покров обычно устанавливается в конце октября и разрушается в начале мая. Продолжительность ледостава — 170—200 дней. Толщина льда достигает 180—190 см.
Основные притоки: Дульдурга (левый), Таптанай (правый).